# مصور المشاهد
مصور أو مصمم المشاهد أو (بالإنكليزية: Scenographer، نقحرة: سينوغرافر) هو ذلك المحترف الذي يهتم ،تقنيا وفنيا ، بتصميم مشاهد ثلاثية الابعاد للعروض المسرحية والسينمائية والتلفزيونية والمتاحف ,والمعارض التجارية... الخ.

## مواضيع متعلقة
- تصوير المشاهد
- عمارة